# Fazia Dahlab
Fazia Dahlab (en arabe : فازية دحلب) est une femme politique algérienne.  Elle est ministre de l'Environnement et des Énergies renouvelables du 16 mars 2023 au 18 novembre 2024.

## Formation
Fazia Dahlab possède un diplôme d'ingénieur d'État en chimie industrielle obtenu à l'Université des sciences et de la technologie Houari-Boumédiène de Bab Ezzouar (Alger). Elle est également titulaire d'un master professionnel de l'École nationale du génie de l'eau et de l'environnement de Strasbourg dans le domaine du traitement des déchets urbains et industriels.

## Carrière
Fazia Dahlab commence sa carrière en tant qu'ingénieure d'État en génie environnemental en juin 1996 au Ministère de l'Intérieur, des Collectivités locales et de l'Environnement. Puis, elle occupe notamment la fonction de directrice centrale des changements climatiques au ministère de l'Environnement et des Énergies renouvelables (ar) à partir de 2017. Elle est ministre de l'Environnement et des Énergies renouvelables du 16 mars 2023 au 18 novembre 2024,.